# Hadżdż Dżuma
Hadżdż Dżuma – wieś w Syrii, w muhafazie Idlib. W 2004 roku liczyła 154 mieszkańców.